# Jack Armand
John Edward „Jack“ Armand (* 11. August 1898 in Sabathu, Britisch-Indien; † 2. Quartal 1974 in Grimsby) war ein englischer Fußballspieler.

## Karriere
Armand, Rufname „Snowy“, diente Anfang der 1920er Jahre in der Armee bei den 6th (Inniskilling) Dragoons und spielte auch mehrfach für Armee-Auswahlen, unter anderem im Dezember 1921 gegen Aston Villa. Dass er auch wie mehrfach behauptet in den Armee-Ländervergleichen gegen Frankreich und Belgien auflief, ließ sich mit zeitgenössischen Presseberichten nicht erhärten. Im Juli 1922 wurde er Neuzugang beim FC West Stanley, einem Klub aus der North Eastern League. Bereits im Dezember 1922 wurde er gemeinsam mit seinem Mannschaftskameraden Albert Bell vom Zweitdivisionär Leeds United verpflichtet, wenige Tage später debütierte das Duo in einem Reservespiel gegen Sheffield United.
Armand spielte zunächst nur sporadisch für die erste Mannschaft, auch wenn er in der Presse lobende Erwähnung fand, so schrieb der Star Green ’un im Februar 1923: „Er ist lebhaft auf dem Platz. Er kann präzise und kraftvoll schießen und er passt den Ball mit dem Verständnis eines Veteranen. Sein einziger Nachteil ist, dass ihm einige Inches fehlen.“ In der Zweitligasaison 1923/24, die Leeds als Vizemeister und Aufsteiger abschloss, erzielte er im Februar 1924 in Siegen gegen Coventry City (3:1) und South Shields (2:1) seine erste beiden Tore in der Football League. In den folgenden drei Erstligaspielzeiten kam er jeweils zu zweistelligen Einsatzzahlen und war insbesondere in der Saison 1925/26 mit neun Toren (davon vier Strafstöße) in 17 Ligaeinsätzen regelmäßig als Torschütze erfolgreich. Zumeist lief Armand auf den beiden Halbstürmerpositionen auf, wurde aber ebenso wiederholt als Außen- oder Mittelstürmer aufgeboten, zu seinen Konkurrenten zählten Percy Whipp, Jack Swan, Joe Richmond, Tom Jennings, Russell Wainscoat und Charlie Keetley.
Nach dem Erstligaabstieg 1927 gelang dem Team in der Spielzeit 1927/28 der direkte Wiederaufstieg, Armand spielte in der Zweitligasaison mit lediglich zwei Einsätzen (je ein Tor gegen Notts County (6:0) und Blackpool (4:0)) nur eine untergeordnete Rolle. Nach einer weiteren Erstligasaison endete seine Zeit bei Leeds nach 74 Ligaeinsätzen (23 -tore). Im Mai 1929 wurde er zu Swansea Town in die Second Division transferiert. Bei seinem Abgang zog der Korrespondent der Yorkshire Evening Post als Fazit: „Obwohl er die linke Halbstürmerposition präferiert, hat er fast gleich gut in der gesamten Sturmreihe gespielt. Unglücklicherweise für ihn, hat diese Anpassungsfähigkeit dafür gesorgt, dass er als Allrounder angesehen wurde und sich nie einen konkreten Platz in der ersten Mannschaft sicherte.“
Bei Swansea ersetzte er zunächst Harry Deacon als rechter Halbstürmer, im Laufe der Saison kam er aber auf allen drei Innensturmpositionen gleichermaßen zum Einsatz. Mit sieben Saisontreffern war er am Ende seiner ersten Spielzeit hinter Ron Williams (12 Tore) und Ken Gunn (9) drittbester Torschütze seines Teams. Im Mai 1930 spielte er auf Seiten der Welsh League gegen die League of Ireland, beim 6:1-Erfolg der weitestgehend aus Swansea-Spielern bestehenden Waliser Auswahl war er als zweifacher Torschütze erfolgreich. Nachdem sich der Klub die folgende Spielzeit lange Zeit im Abstiegskampf befand und Armands Torgefährlichkeit mit drei Treffern in 29 Einsätzen spürbar zurückgegangen war, wurde sein Vertrag am Saisonende nicht mehr verlängert. Angesichts des letzten Saisonspiels (1:0 gegen Barnsley) resümierte der Korrespondent der Western Mail, dass Armand „keine Verbesserung seiner zuletzt schwachen Form zeigte.“
Die Saison 1931/32 spielte er in der Cheshire County League für Ashton National, seine dortige Torausbeute von 48 Saisontoren verhalf ihm zu einer Rückkehr in die Football League. Der in der Third Division South antretende Klub AFC Newport County verpflichtete Armand für die bevorstehende Spielzeit, da seine Registrierung noch bei Swansea lag, wurde zudem eine Ablösezahlung von 300 £ fällig. Das Kapitel Newport geriet wenig erfolgreich, nach zwei verlorenen Spielen zu Saisonbeginn verlor er seinen Platz im Team, zwei weitere Einsätze im Dezember endeten im FA Cup gegen das Non-League-Team des FC Folkestone sowie gegen den FC Watford (2:3, 1 Tor Armand) ebenfalls in Niederlagen. Ab Oktober 1933 war Armand noch kurzzeitig beim FC Scarborough, seine zweimonatige Probezeit beim Klub aus der Midland League wurde aber nicht verlängert, obwohl er mit seinen drei Toren gegen Murton Colliery Welfare hauptverantwortlich für das Erreichen der FA-Cup-Hauptrunde war. Von Januar bis Mai 1934 lief er noch beim Ligakonkurrenten Denaby United auf.